# Wink Up
WiNK UP（ウインク アップ）は、ワニブックス社発行の女性ティーンズ誌。創刊号は1988年7月号。毎月7日発売。
主にSTARTO ENTERTAINMENT所属のタレントを中心に掲載。2025年5月7日発行の6月号を以って休刊。

## 掲載されている主なタレント
- 中山優馬
- King & Prince
- SixTONES
- Snow Man
- なにわ男子
- Travis Japan
- Aぇ! group
- ジュニア
- 関西ジュニア ほか